# Tabanus albocostatus
Tabanus albocostatus är en tvåvingeart som först beskrevs av Jacques-Marie-Frangile Bigot 1892.  Tabanus albocostatus ingår i släktet Tabanus och familjen bromsar. Inga underarter finns listade i Catalogue of Life.